# ТЕС Ал-Зара
34°57′27″ пн. ш. 36°39′47″ сх. д. / 34.95750° пн. ш. 36.66306° сх. д.
ТЕС Ал-Зара – теплова електростанція у центральній частині Сирії, за шість кілометрів на північний захід від міста Ер-Растан.
У 2001 році на майданчику станції ввели в експлуатацію три конденсаційні блоки з паровими турбінами потужністю по 220 МВт, котрі забезпечували паливну ефективність на рівні 38%. 
Станцію запроектували з розрахунку на спалювання нафти та природного газу. Останній подається із родовищ центральної Сирії по трубопроводу Арак – Зайзун (у 2003 – 2005 роках споживання станцією природного газу коливалось від 0,1 до 0,49 млрд м3 на рік).
Хоча поблизу знаходиться водосховище Растанської греблі на річці Оронт, проте, враховуючи обмежену кількість водних ресурсів у регіоні та потреби іригації, для станції обрали технологічну схему з використанням повітряного («сухого») охолодження. Кожна з трьох охолоджувальних башт має висоту 135 метрів та діаметр від 114 (по основі) до 59 метрів. 
Для видалення продуктів згоряння спорудили димарі висотою по 150 метрів.
Зв’язок із енергосистемою відбувається по ЛЕП, розрахованим на роботу під напругою 230 кВ та 66 кВ.